# دانشگاه الفیصل
دانشگاه الفیصل دانشگاهی خصوصی و ناسودبر با مختصات یک دانشگاه پژوهشی است که در ریاض عربستان سعودی قرار دارد. الفیصل دومین دانشگاه آموزشی عربستان بعد از دانشگاه علم و تکنولوژی سلطان عبدالله است. دانشگاه الفیصل به صورت کنسرسیومی از بنیاد فیصل شاه، دانشگاه هاروارد، دانشگاه ام‌آی‌تی، دانشگاه کمبریج، دانشگاه بین‌المللی فضا، بیمارستان تخصصی فیصل شاه، MODON، گروه تالس، و شرکت بوئینگ در سال ۲۰۰۷ تأسیس شد.

## دانشکده‌ها

### دانشکده پزشکی
این دانشکده با همکاری بیمارستان تخصصی و پژوهشکده فیصل شاه و بیمارستان نیروهای دفاعی تشکیل شده است. برنامه آموزشی آن به صورت یک دوره پنج‌ساله به دنبال یک دوره آمادگی ۳ ساله است که با یک سال دوره اینترنشیپ کامل می‌شود.
- دانشکده تجارت
- دانشکده علوم